# Agustín Rodríguez Santiago
Agustín Rodríguez Santiago (Marín, 10 de setembre de 1959) és un exfutbolista professional que jugava a la demarcació de porter. Va disputar gran part de la seva carrera al Reial Madrid. Abans de retirar-se va jugar al CD Tenerife, i després va formar part de la secretaria tècnica del club canari. Va entrenar durant un breu període el Club Deportivo Móstoles l'any 2005.

## Selecció espanyola
Va jugar 12 partits amb la selecció espanyola sub-21, sense poder debutar amb la selecció absoluta, encara que va formar part del planter que va viatjar a la Unió Soviètica per disputar els Jocs Olímpics d'Estiu 1980 de Moscou.

## Palmarès
| Títol               | Equip        | País    | Any  |
| ------------------- | ------------ | ------- | ---- |
| Copa del Rei        | Reial Madrid | Espanya | 1982 |
| Trofeu Zamora       | Reial Madrid | Espanya | 1983 |
| Copa de la Lliga    | Reial Madrid | Espanya | 1985 |
| Copa de la UEFA     | Reial Madrid | Espanya | 1985 |
| Lliga espanyola     | Reial Madrid | Espanya | 1986 |
| Copa de la UEFA     | Reial Madrid | Espanya | 1986 |
| Lliga espanyola     | Reial Madrid | Espanya | 1987 |
| Lliga espanyola     | Reial Madrid | Espanya | 1988 |
| Supercopa d'Espanya | Reial Madrid | Espanya | 1988 |
| Lliga espanyola     | Reial Madrid | Espanya | 1989 |
| Copa del Rei        | Reial Madrid | Espanya | 1989 |
| Supercopa d'Espanya | Reial Madrid | Espanya | 1989 |
| Lliga espanyola     | Reial Madrid | Espanya | 1990 |